# Landmannalaugar

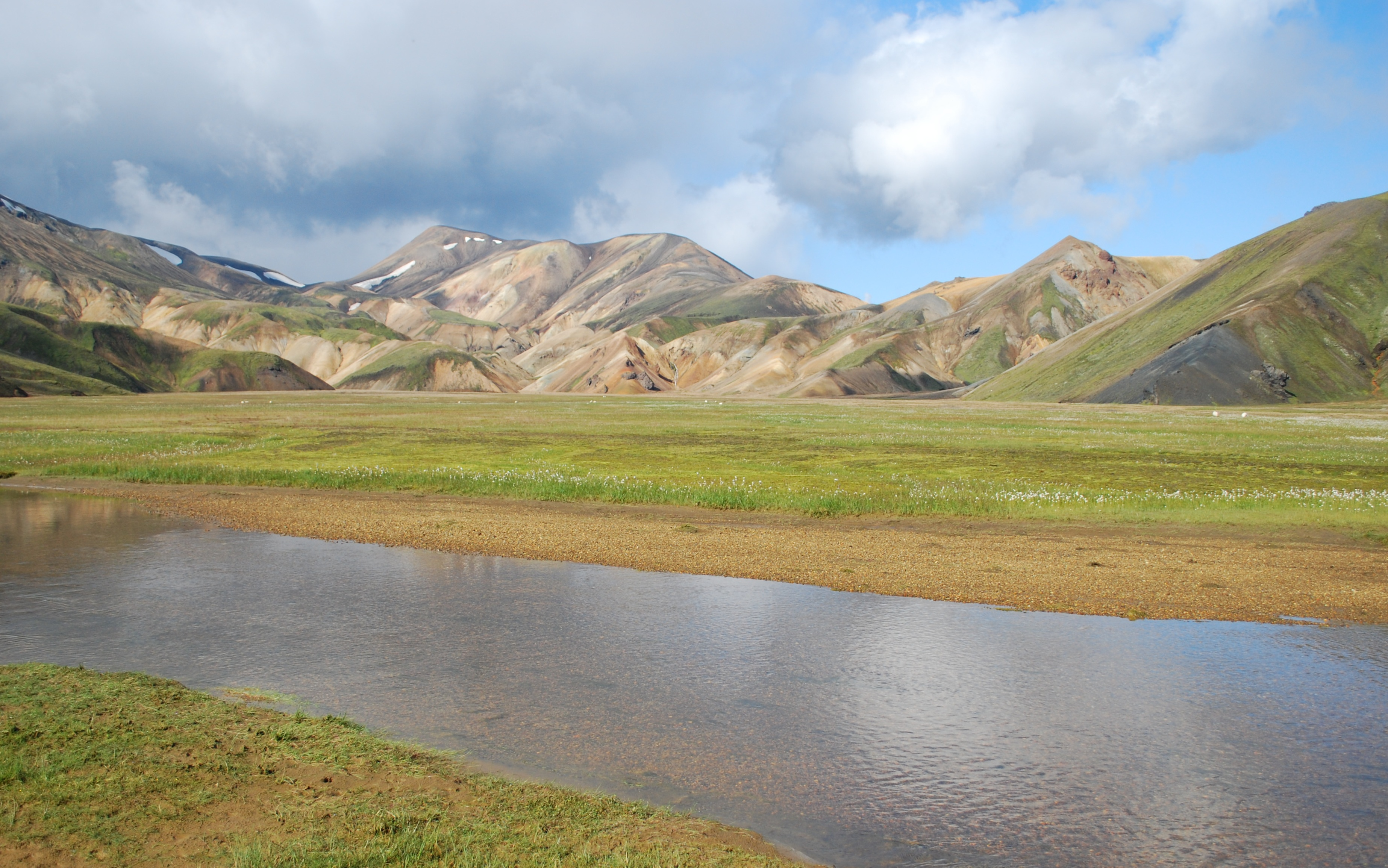
Landmannalaugar im Sommer

Landmannalaugar [ˈlantmanˑaˌløyˑɣar] ist ein Gebiet nahe dem Vulkan Hekla im Südwesten von Island. Es liegt in der Gemeinde Rangárþing ytra, 180 km östlich von Reykjavík.

## Name
Der Name, deutsch die warmen Quellen der Leute von Land(sveit), erklärt sich einerseits aus den heißen und kalten Quellen vor Ort, andererseits aus der Tatsache, dass es sich um die Hochweiden der Leute aus dem Bezirk Landssveit (nämlich Landmannaafréttur) handelt.

## Vulkanismus
Die unter Naturschutz stehende Gegend gilt als eine der schönsten der Insel, was sie den zahlreichen vulkanischen Erscheinungen und den sehr farbigen Bergen zu verdanken hat.
Diese sind Auswirkungen der Nähe eines aktiven Zentralvulkans, des Torfajökull. Aus graublauem Pechstein besteht der Vulkan Bláhnjúkur. Rötlich-braune Hänge (Rhyolithgestein oder Quarztrachyt) sind am Vulkan Brennisteinsalda zu finden, die auch streckenweise wegen Schwefel- und Kalkausfällungen graue, bläuliche und weiße Farbgebungen zeigen. Grüne Moose und weiße Schneereste, die selbst im Hochsommer vorhanden sind, setzen weitere Farbakzente. Ein schwarz glänzendes Obsidianlavafeld, das Laugahraun, reicht von den Solfataren an der Brennisteinsalda bis zum Fluss, an dem eine Hütte des Isländischen Wandervereins steht und wo in einem dampfenden Bach gebadet werden kann.

## Wandermöglichkeiten
In der Nähe von Landmannalaugar liegt der reizvolle See Frostastaðavatn, bis zu dem man auf markierten Wegen wandern kann. Weitere Wege führen von dort etwa nach Landmannahellir oder zum Krater Ljótipollur. Berühmt ist der Trekkingweg Laugavegur, der von hier über Þórsmörk weiter bis nach Skógar an die Küste führt. Weitere Wanderungen führen auf in Teilen steilen, markierten und ausgesetzten Pfaden auf den Aussichtsberg Bláhnjúkur.
Ein markierter, relativ leicht zu begehender Rundweg führt an seinem Fuße entlang durch die Schlucht Grænagil, auf das Lavafeld Laugahraun und an den Fumarolen und Schlammtöpfen beim Vulkan Brennisteinsalda vorbei über den Laugavegur wieder zurück nach Landmannalaugar. Eine anspruchsvollere Rundwanderung führt von der Hütte in Landmannalaugar, über die Schlucht Litla Brandsgil, den Berg Skalli und an der Brennisteinsalda vorbei wieder nach Landmannalaugar zurück.

## Fotos

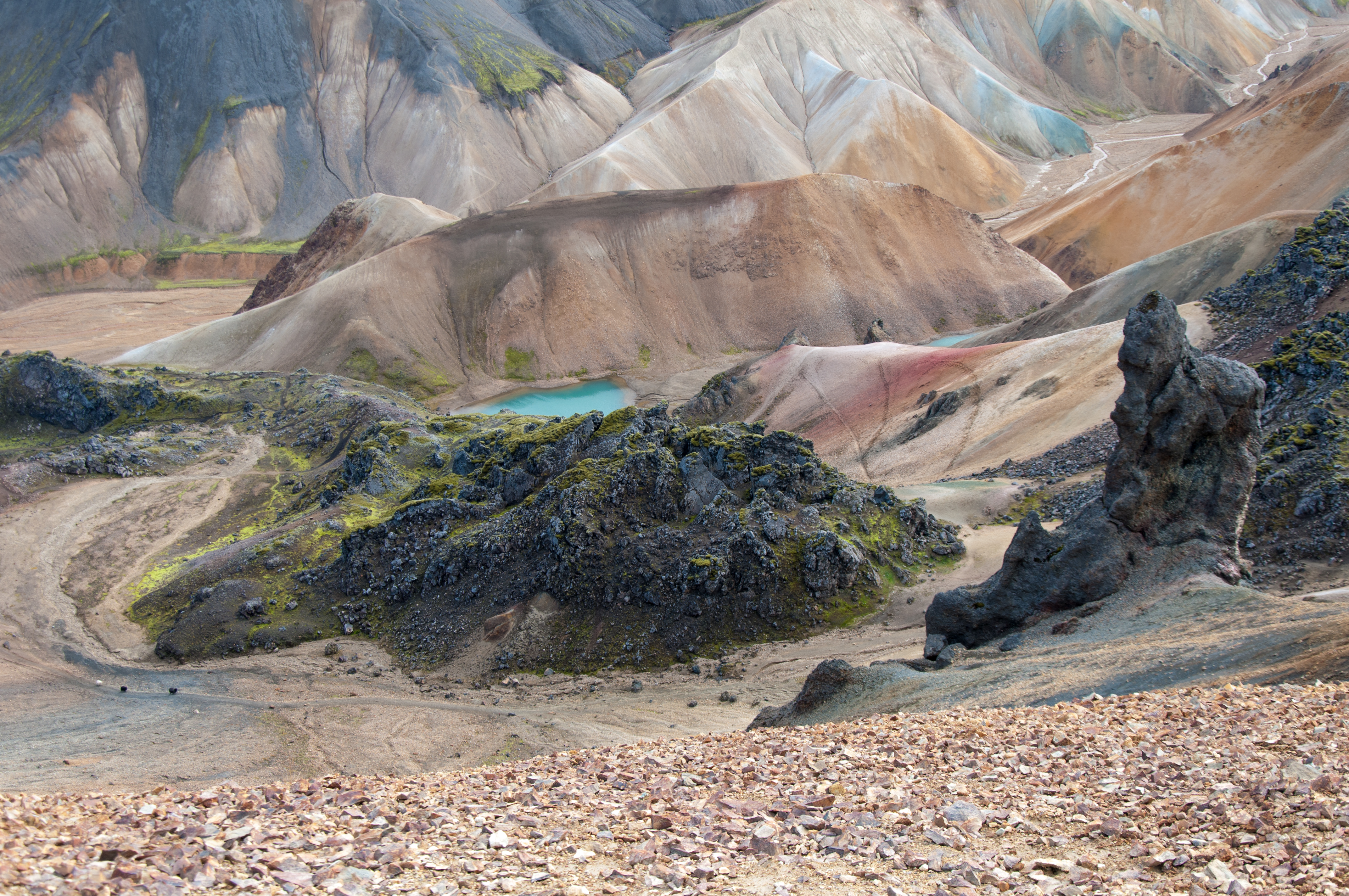
Blick von der Brennisteinsalda
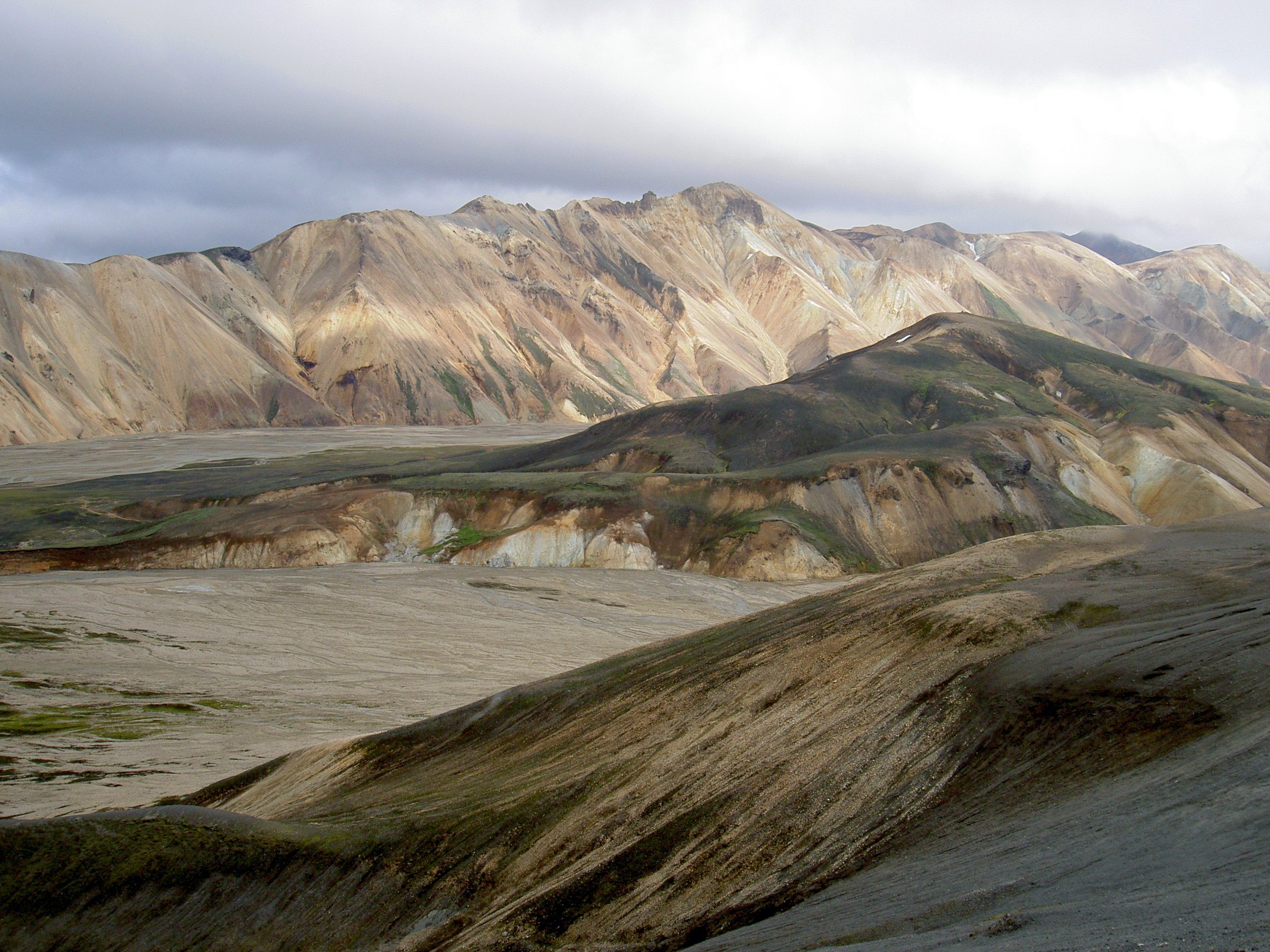
Landmannalaugar
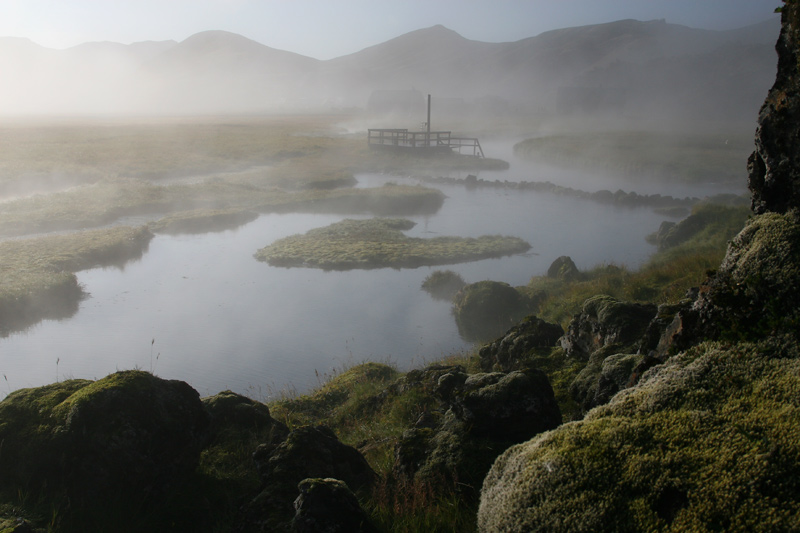
Heiße Quelle in Landmannalaugar im Morgennebel
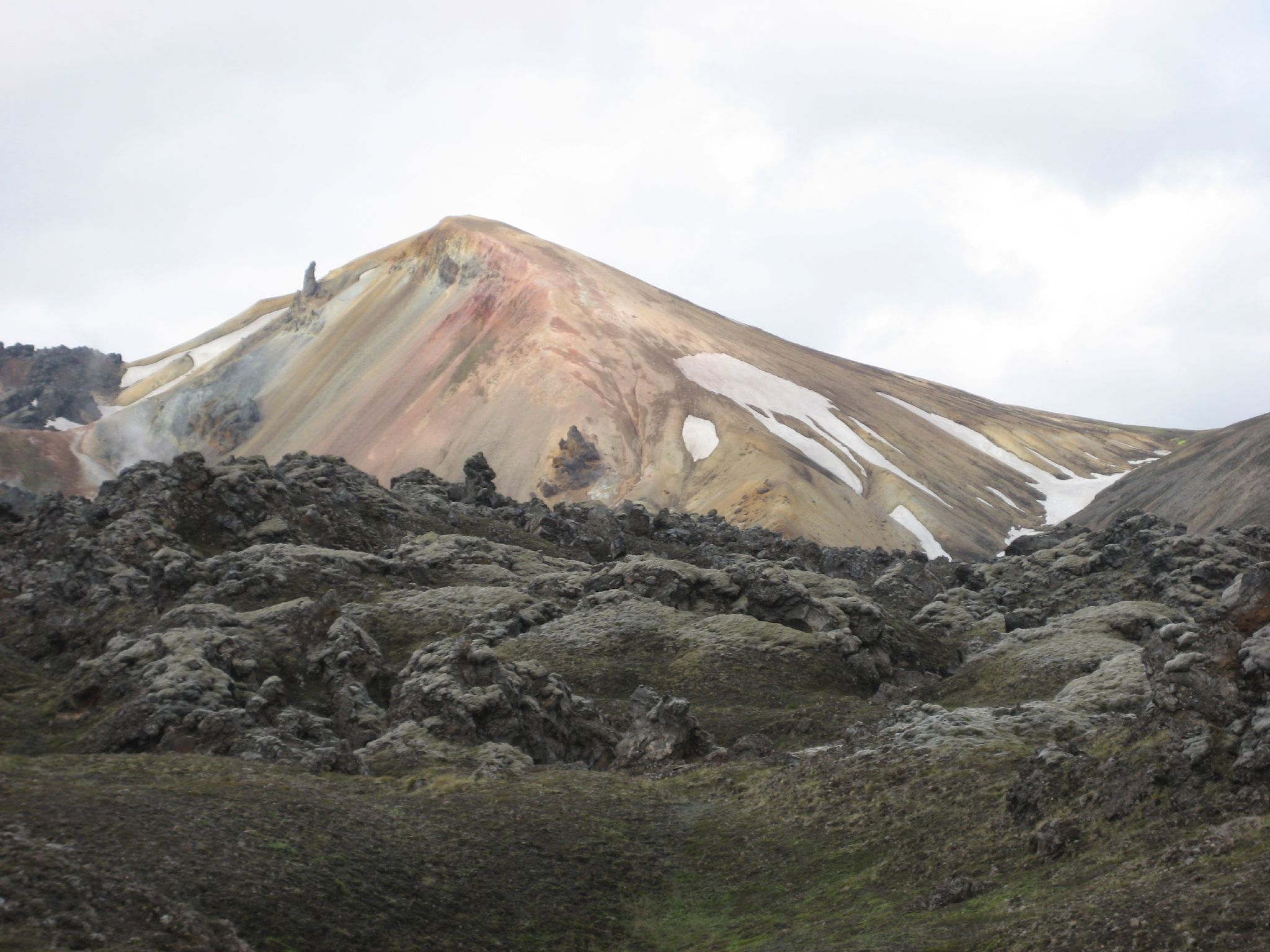
Blick über das Lavafeld Laugahraun auf den Vulkan Brennisteinsalda
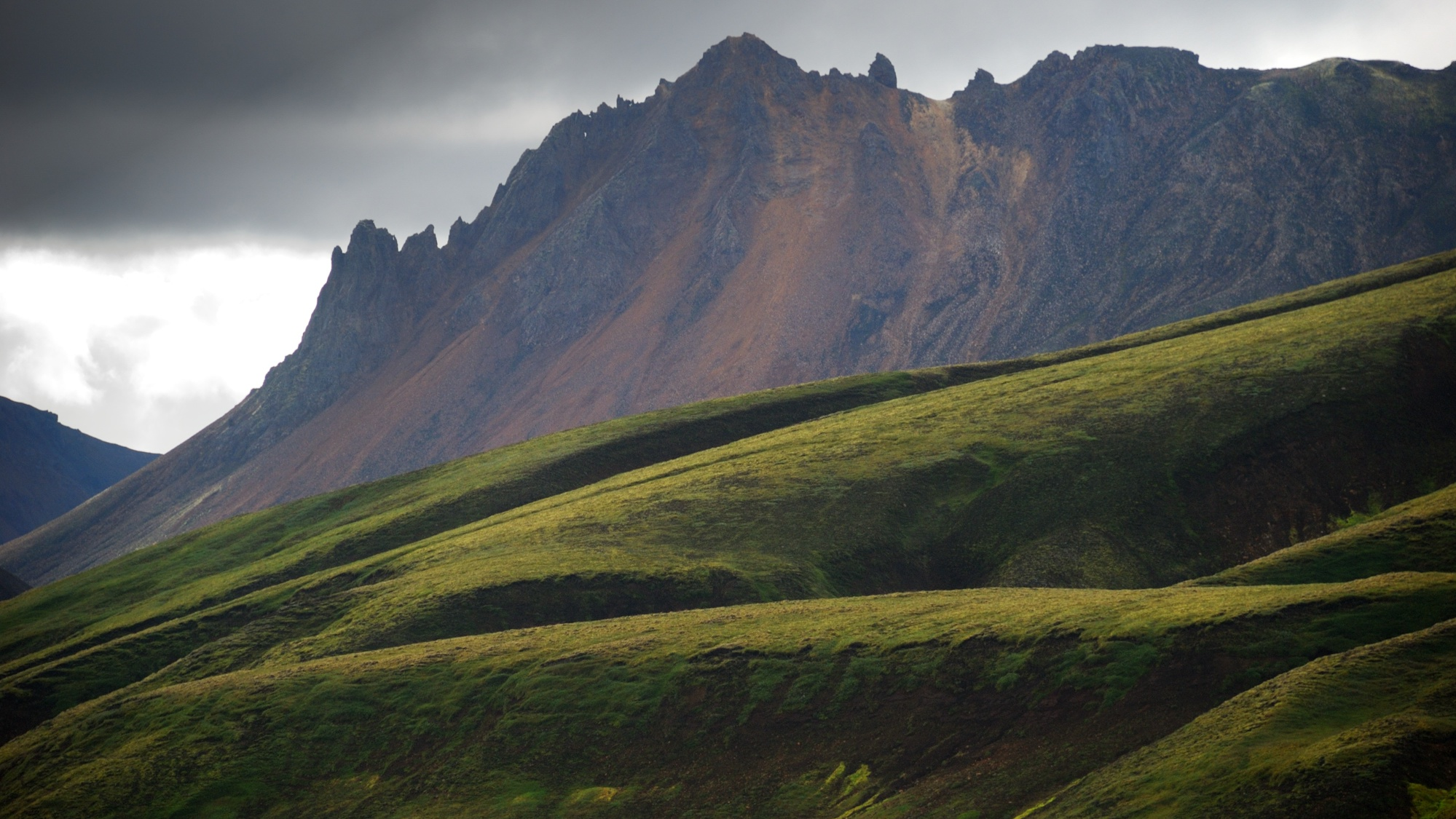
Suðurbarmur bei Landmannalaugar, aus Richtung Frostastaðavatn
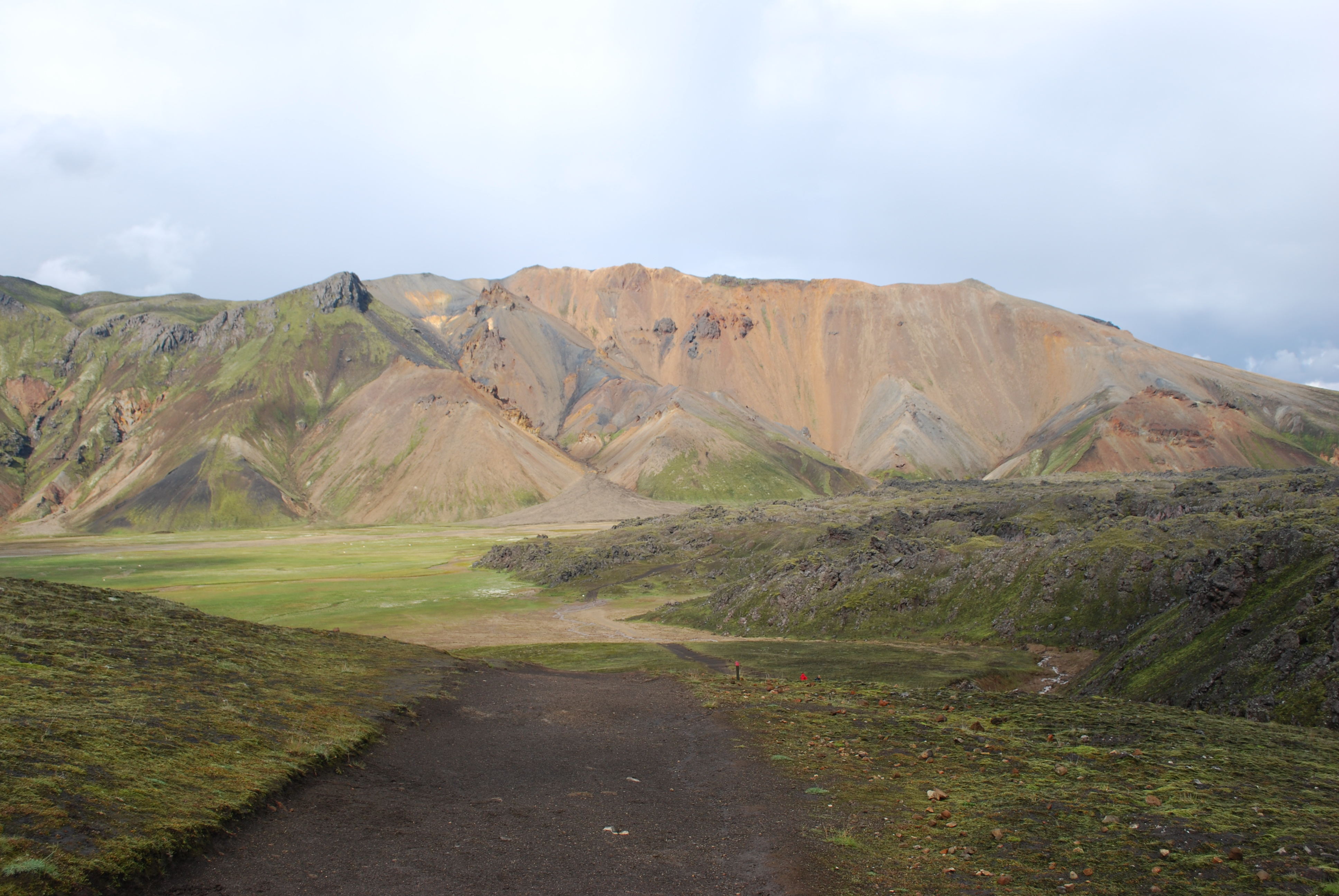
Teil des Laugavegur bzw. des Rundwegs um das Lavafeld Laugahraun (re. im Bild), vorne die Felsnadeln des Suðurbarmur

### Fotos und Videos
- Fotos einer Trekkingtour
- Panorama: Aussicht vom Bláhnúkur über Landmannalaugar, auf Brennisteinsalda u. a.

### Touren
- Tourenbeschreibung, Kartenansicht und Track-Download vom Laugavegur und Fimmvörðuháls
- Bergtour von Landmannalaugar auf den Bláhnúkur